# MVD Noticias
MVD Noticias es el servicio informativo de TV Ciudad, propiedad de la Intendencia Departamental de Montevideo. Fue estrenado el 4 de abril de 2016 y cuenta con tres ediciones todos los días de semana.

## Historia

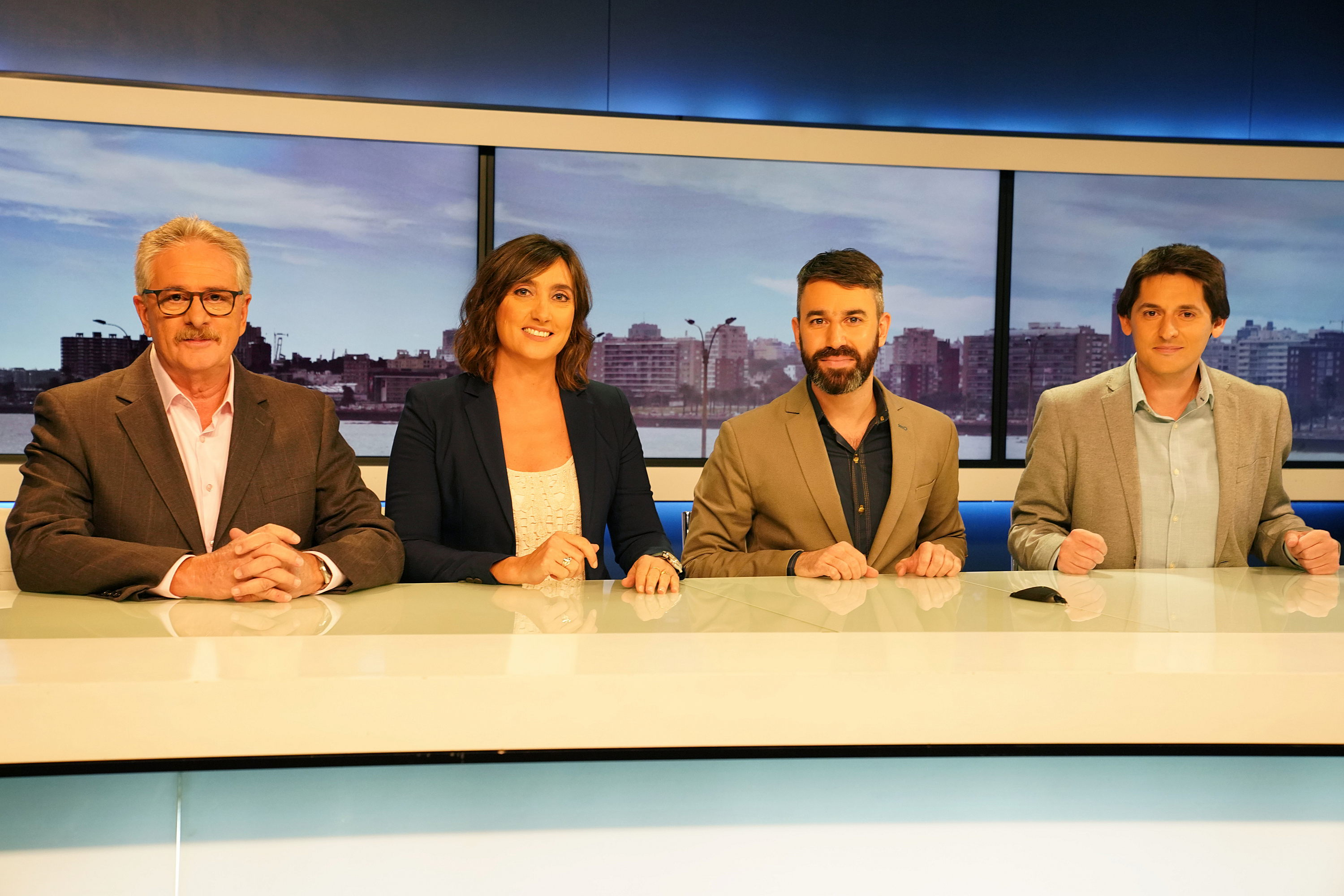
Equipo de presentadores de Informe Capital

### Informe capital(2016–2022)
El noticiero fue estrenado el 4 de abril de 2016, siendo el primer informativo central del día, comenzando una hora antes que el resto de los informativos centrales del país. Fue estrenado con el nombre de Informe capital, siendo sus primeros presentadores los comunicadores Pilar Teijeiro, José Sena y Ricardo Piñeyrúa. En sus inicios, el noticiero abarcaba únicamente la información de la capital del país, Montevideo, y luego se fue expandiendo hacia el área metropolitana y zonas cercanas. Anteriormente, el canal no contaba con un informativo, si no un breve repaso de noticias semanal.
Durante 2017, el programa sufrió la salida de la conducción de José Sena y Ricardo Piñeyrúa, integrándose en la conducción Martín Rodríguez, quién era anteriormente columnista y movilero del programa.
Meses después se sumó una nueva emisión nocturna del informativo titulada Informe capital en síntesis, que contiene un repaso de las noticias del día compartidas en el noticiero central.
A inicios de 2020, con la llegada de la pandemia de COVID-19, comenzó a emitirse una edición especial desde las 17:30 a las 18:00, antes de la edición central, con los mismos conductores, compartiendo las noticias de la pandemia. En el mes de mayo de ese año, el noticiero comenzó a ser retransmitido por Uni Radio, la radio de la Universidad de la República.
En marzo de 2021 se estrenó una nueva edición al mediodía, con la  conducción de Rosina Mallarini. En tanto, el informativo central pasó a comenzar a las 18:30, aunque semanas más tarde quedó definido su comienzo a las 19:00, coincidiendo con el resto de noticieros centrales del país.

### MVD Noticias(desde 2022)
En marzo de 2022, con la asunción de Eduardo Prevé como director de informativos, Informe capital modificó no sólo su escenografía sino también su nombre, pasando a llamarse MVD Noticias. Además, sumó nuevos formatos y una nueva edición matinal con la conducción de José María Caraballo y Pilar Teijeiro, esta última siendo reemplazada en la edición central por Natalia Nogués.

## Presentadores

### Edición matinal
- Pilar Teijeiro y José María Caraballo (2022 – 2024)
- Pilar Teijeiro (desde 2024)

### Edición mediodía
- Rosina Mallarini (desde 2021)

### Edición central
- Pilar Teijeiro, José Sena y Ricardo Piñeyrúa (2016 – 2017)
- Pilar Teijeiro y Martín Rodríguez (2017 – 2022)
- Natalia Nogués, Martín Rodríguez (desde 2022)

### Edición domingo
- José María Caraballo (desde 2024)

## Columnistas
Cuenta con un equipo de columnistas y analistas de diversas áreas. 
- Daniel Chasquetti y Óscar Bottinelli, política
- Germán De Agosto, economía
- Alejandro Gabard, internacionales
- Wilmar Amaral, deportes
- Sofia Umbre, tráfico (desde el Centro de Gestión de Movilidad de Montevideo)
- Natalia De Brun
- José María Caraballo
- Mariana Abreu
- Eduardo Delgado
- Mauricio Pérez
- Diego Martini
- Luca Veloz